# Coeriana ursipes
Coeriana ursipes là một loài bướm đêm trong họ Noctuidae.